# Domobranske radne postrojbe
Domobranske radne postrojbe (DORA postrojbe) bile su posebne postrojbe u sastavu kopnene vojske Domobranstva NDH od 1942. godine. Bile su uglavnom popunjavane vojnim obveznicima Srbima, kako bi ih se integriralo u NDH, odvratilo od pubune i iskoristilo kao radnu snagu.

## Osnivanje
Vlasti NDH su shvatile da nasilje nad Srbima jača pobunu protiv NDH i zato od početka 1942. počinje opsežnija promjena dotadašnjeg držanja prema Srbima. Ministarstvo domobranstva je 11. lipnja 1942. naredilo da se kod zapovjedništava zbornih područja odmah pristupi ustrojavanju DORA postrojbi, sastavljene od "pravoslavaca" i "prijelaznika", tj. pravoslavnih vjernika koji su prešli u drugu vjeru.

## Ustroj
Zapovjednici ovih bojni trebali su biti Hrvati. Stražarski vod svake DORA bojne jedini je nosio naoružanje, a popunjavao se pričuvnicima Hrvatima starijim od 32 godine. Svi ostali domobrani, dočasnici i časnici trebali su biti Srbi. Za početak je trebalo postrojiti po jednu DORA bojnu za svako zborno područje. Ukupno je DORA bojna trebala imati 865 časnika, dočasnika i domobrana.
U rujnu 1942. osnovane su:
- 1. DORA pukovnija (I. i III. bojna u Sisku, II. bojna u Sesvetama)
- 2. DORA pukovnija (I. i III. bojna u Osijeku, II. bojna u Prečkom)
- 3. DORA pukovnija (I. i III. bojna u Sarajevu, II. bojna u Brčkom)[4]

## Politika
Glavni stan Poglavnika je 8. kolovoza 1942. pojasnio kakvo držanje treba zauzeti prema obiteljima pripadnika DORA postrojbi. Članovi uže obitelji trebali su biti pošteđeni mogućih neugodnosti, a u slučaju da se nalaze u koncentracijskim logorima trebalo ih je pustiti na slobodu. Ustaška nadzorna služba je prihvatila prijedlog da se iz koncentracijskih logora Jasenovac i Stara Gradiška odmah otpuste članovi obitelji pripadnika DORA postrojbi koji su uhvaćeni tijekom operacija čišćenja pojedinih područja od partizana, pod uvjetom da se ničime nisu ogriješili o poredak i probitke NDH.

## Akcije
Pripadnici DORA postrojbi sudjelovali su u poljoprivrednim radovima i kopanjima kanala za navodnajvanje, radili su na polaganju telefonskog kabela između Trećeg Reicha i NDH, gradili su oružničku školu u Bjelovaru, radili su u Šećerani Osijek i sl. Početkom 1944., njemačka vojska je započela pripreme za obranu obale od mogućeg anglo-američkog iskrcavanja. Ministarstvo oružanih snaga krajem ožujka dogovorilo se s Nijemcima da će za utvrđivanje dalmatinske obale staviti na raspolaganje potrebno ljudstvo, odnosno 96 pričuvnih časnika, 240 pričuvnih dočasnika i 4800 pričuvnika.
Krajem 1942. u okolici Bjelovara jedna DORA postrojba sastavljena od 400 Srba s Korduna, Banovine i Bosanske krajine prilikom sječe šume zarobljena je od strane partizanske jedinice pod zapovjedništvom Ivana Šibla. No, nakon višesatnog nagovaranja, tek 30 mladića odlučilo je prijeći partizanima. Partizani su tom prigodom strijeljali zapovjednika postrojbe, inače Srbina iz Srbije, junaka Solunskog bojišta iz Prvog svjetskog rata. Na temelju ovog događaja 1971. snimljen je film U gori raste zelen bor.